# Fort Pierce North
Fort Pierce North és una concentració de població designada pel cens dels Estats Units a l'estat de Florida. Segons el cens del 2000 tenia 7.386 habitants.

## Demografia
Segons el cens del 2000, Fort Pierce North tenia 7.386 habitants, 2.552 habitatges, i 1.862 famílies. La densitat de població era de 638 habitants/km².
Dels 2.552 habitatges en un 31,3% hi vivien nens de menys de 18 anys, en un 44,4% hi vivien parelles casades, en un 23,3% dones solteres, i en un 27% no eren unitats familiars. En el 22% dels habitatges hi vivien persones soles el 9,6% de les quals corresponia a persones de 65 anys o més que vivien soles. El nombre mitjà de persones vivint en cada habitatge era de 2,89 i el nombre mitjà de persones que vivien en cada família era de 3,35.
Per edats la població es repartia de la següent manera: un 29,9% tenia menys de 18 anys, un 8,9% entre 18 i 24, un 23,9% entre 25 i 44, un 24,6% de 45 a 60 i un 12,7% 65 anys o més.
L'edat mediana era de 35 anys. Per cada 100 dones de 18 o més anys hi havia 85,9 homes.
La renda mediana per habitatge era de 25.899 $ i la renda mediana per família de 29.375 $. Els homes tenien una renda mediana de 24.688 $ mentre que les dones 21.117 $. La renda per capita de la població era d'11.344 $. Entorn del 19% de les famílies i el 22,1% de la població estaven per davall del llindar de pobresa.

## Poblacions més properes
El següent diagrama mostra les poblacions més properes.